# Rózsafüzér
A rózsafüzér (latinul rosarium, más szóval szentolvasó) a katolikus egyházban az imádság egyik közkedvelt formája, illetve az ehhez az imádsághoz használt eszköznek, az "olvasónak" (=számlálónak) az elnevezése. Lényege, hogy bizonyos imákat meghatározott számban és sorrendben kell mondani.
A rózsafüzér ún. máriás ájtatosság (lásd: Szűz Máriás lelkület), amely már évszázadok (kb. a 15. század) óta a katolikusok egyik legkedvesebb és legelterjedtebb imádsága. II. János Pál pápa 2002. október 16-án kelt apostoli levele Rosarium Virginis Mariae 2002 októberétől 2003 októberéig a Rózsafüzér évét hirdette meg, a világ békéjéért és a családi élet szentségéért. János Pál pápa az apostoli levélben a szent rózsafüzérről – mondta: „A Boldogságos Szűz rózsafüzére, mely a második évezredben a Szentlélek indítására fokozatosan alakult ki, olyan imádság, melyet sok szent szeretett, és a Tanítóhivatal buzdít imádkozására. A maga egyszerűségében és mélységében most, az épp megkezdődött harmadik évezredben is nagyon jelentős imaforma, s az a rendeltetése, hogy az életszentség gyümölcseit teremje”. „A rózsafüzér ugyanis – jóllehet jellegzetesen máriás imádság – lényegét tekintve krisztologikus. Alkotóelemeinek egyszerűségében sűrítve tartalmazza az egész evangéliumi üzenet mélységét, melynek mintegy rövid összefoglalása. Benne visszhangzik Mária imádsága, az ő örök Magnifikátja, a megváltó megtestesülés művéért, mely az ő szűz méhében kezdődött el. A rózsafüzérrel a keresztény nép beiratkozik Mária iskolájába, hogy bevezessék Krisztus arca szépségének szemlélésébe és az ő szeretete mélységének megtapasztalásába. A rózsafüzér által a hívő kegyelmek bőségét nyeri el, mintegy magának a Megváltó Anyjának kezéből.
A rózsafüzérhez hasonló szemlélődő imádságot segítő eszköz és imaszöveg más egyházakban, sőt más vallásokban (például hinduizmus, buddhizmus) is ismernek (→ málá).

## A rózsafüzér mint eszköz
A rózsafüzér egy többnyire zsinórra fűzött fagolyókból vagy gyöngyökből álló, a két végén összekapcsolt lánc, amelyen a szemek a következő megosztásban találhatók: egymás mellett szorosan 10 kis szem, majd egy távolabb lévő vagy nagy szem. Ezt úgy hívják, hogy egy tized. A teljes rózsafüzér öt ilyen tizedből áll. Az összekapcsolt lánchoz egy kis bevezető szakasz kapcsolódik. E bevezető szakasz első eleme a kereszt, ezt egy nagy szem követi, majd három kicsi, végül megint egy nagy szem.
Léteznek mindössze 10+1 szemből álló láncok, ill. 10 kicsi és egy nagy „szemet” (néha keresztet) tartalmazó, ún. rózsafüzér-gyűrűk is.

## A rózsafüzér mint ima
A rózsafüzér gerincét az 5×10 Üdvözlégy imádkozása alkotja, oly módon, hogy a szövegben Jézus neve után beillesztjük az egyik titkot. A titkok Jézus életére, illetve üdvtörténeti szerepére vonatkozó mondatok. A rózsafüzér titkai hosszú ideig három sorozatot alkottak: örvendetes, fájdalmas és dicsőséges titkokkal. Ezt II. János Pál pápa egészítette ki a Szent Ġorġ Preca atya által írt világosság titkaival. Ritkán domonkos rózsafüzérként is ismert, mert a létrehozója a hagyomány szerint Szent Domonkos volt.

### Az imádkozás módja

Rózsafüzér
Barna kereszt: Apostoli hitvallás
Piros szemek: Üdvözlégy
Bordó szemek: Üdvözlégy+Dicsőség+Fátimai fohász
Világoskék/sötétkék szemek: Miatyánk

- MiatyánkSchola Gregoriana-Pater Noster

Nem tudod lejátszani a fájlt?
- ÜdvözlégySchola Gregoriana-Pater Noster

Nem tudod lejátszani a fájlt?

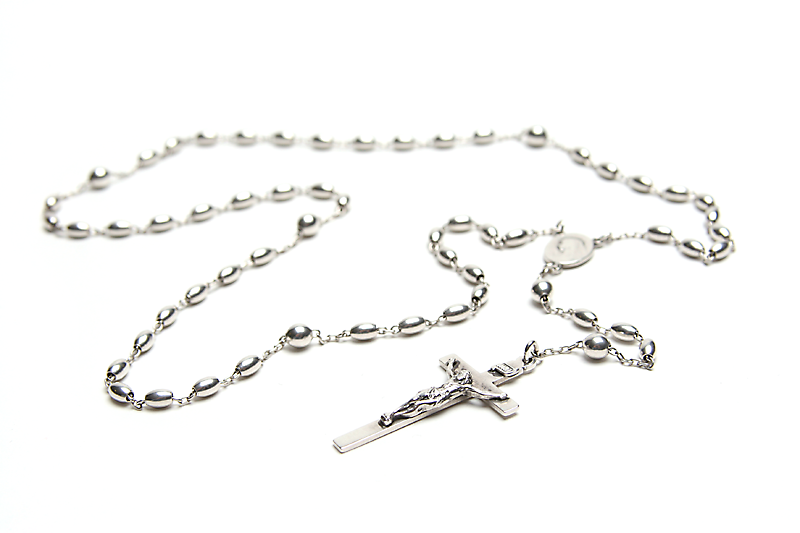
Ezüst rózsafüzér
A Keresztre: Hiszek egy Istenben…
A különálló szemre: Mi Atyánk….
A 3 következő szemre: Üdvözlégy, Mária…
Közben a „gyümölcse, Jézus” után mondjuk a bevezető titkot.
A különálló szemre: Mi Atyánk…
A 10 következő szemre: Üdvözlégy, Mária… (tízszer)
Közben a „gyümölcse, Jézus” után mondjuk a megfelelő, titkot.
Minden tized után imádkozzuk:
Dicsőség az Atyának, a Fiúnak és a Szentléleknek.
Miképpen kezdetben, most és mindörökké. Ámen.
Ó, Jézusom, bocsásd meg bűneinket, ments meg minket a pokol
tüzétől, s vidd a mennybe a lelkeket, különösen azokat, akik legjobban
rászorulnak irgalmadra.

A rózsafüzért a következőképpen kell mondani:
- Az ima keresztvetéssel kezdődik.
- A keresztre egy Apostoli hitvallást mondunk.
- Az első nagy szemre egy Miatyánkot.
- Az ezt követő 3 kis szemre 1-1 Üdvözlégyet, Jézus neve után a bevezető titkokkal.
- Ezután a kis doxológiát (továbbiakban: Dicsőség...) mondjuk. Erre sem itt, sem a továbbiakban nincs külön szem)
- A bevezető utolsó (nagy) szemére ismét egy Miatyánkot.
- A körben a 10 egymást követő kis szemre 1-1 Üdvözlégyet, mindegyikben a kiválasztott sorozat első titkával (vagy egy saját titokkal).
- A tizedet egy Dicsőség... zárja.
- Folytatjuk a következő tizeddel: a nagy szemre Miatyánk, a 10 kis szemre Üdvözlégyek a második titokkal.
- Az ötödik tizedet záró Dicsőség... után ismét keresztvetés következik.

A rózsafüzérnek eredetileg (és hivatalosan) nem szerves része az ún. Fátimai fohász, azonban a gyakorlatban csaknem mindig imádkozzák, mégpedig minden egyes Dicsőség... után.

### A rózsafüzér titkai
A titkok új, napok szerinti sorrendje a ROSARIUM VIRGINIS MARIAE apostoli levél alapján:
1. Hétfő: örvendetes titkok
2. Kedd: fájdalmas titkok
3. Szerda: dicsőséges titkok
4. Csütörtök: világosság titkai
5. Péntek: fájdalmas titkok
6. Szombat: örvendetes titkok
7. Vasárnap: dicsőséges titkok

A rózsafüzér hagyományosan és természetesen ma is imádkozható saját titkokkal is, aszerint, hogy Jézus melyik tulajdonságán vagy tettén szeretne az imaszövegek mondása közben elmélkedni az imádkozó. 

#### Az örvendetes titkok
A bevezető három Üdvözlégyre: 
1. aki hitünket növelje,
2. aki reményünket erősítse,
3. aki szeretetünket tökéletesítse.

A tizedekre: 
1. …akit te, Szent Szűz, Szentlélektől fogantál,
2. …akit te, Szent Szűz, Erzsébetet látogatván hordoztál,
3. …akit te, Szent Szűz, a világra szültél,
4. …akit te, Szent Szűz, a templomban bemutattál,
5. …akit te, Szent Szűz, a templomban megtaláltál.

#### A fájdalmas titkok
A bevezető három Üdvözlégyre: 
1. aki értelmünket megvilágosítsa,
2. aki emlékezetünket megerősítse,
3. aki akaratunkat tökéletesítse.

A tizedekre: 
1. …aki érettünk vérrel verejtékezett,
2. …akit érettünk megostoroztak,
3. …akit érettünk tövissel koronáztak,
4. …aki érettünk a nehéz keresztet hordozta,
5. …akit érettünk keresztre feszítettek.

#### A dicsőséges titkok
A bevezető három Üdvözlégyre: 
1. aki gondolatainkat irányítsa,
2. aki szavainkat vezérelje,
3. aki cselekedeteinket kormányozza.

A tizedekre: 
1. …aki a halálból feltámadt,
2. …aki a mennybe felment,
3. …aki nekünk a Szentlelket elküldte,
4. …aki téged, Szent Szűz, a mennybe fölvett,
5. …aki téged, Szent Szűz, a mennyben megkoronázott.

#### A világosság titkai
A bevezető három Üdvözlégyre: 
1. aki megtisztítson minket,
2. aki lelkünk békéjét megőrizze,
3. aki a Szentségekben megerősítsen.

A tizedekre: 
1. …aki a Jordán vizében megkeresztelkedett,
2. …aki a kánai menyegzőn kinyilvánította isteni erejét,
3. …aki meghirdette Isten országát,
4. …aki a Tábor hegyén megmutatta isteni dicsőségét,
5. …aki az Eucharisztiában nekünk adta önmagát.

#### Befejezés
Végül az alábbi könyörgést mondhatjuk:
Imádkozzál érettünk, Istennek szent Anyja!
Hogy méltók lehessünk Krisztus ígéreteire!
Könyörögjünk! Úristen, a te egyszülött Fiad életével, halálával és feltámadásával megszerezte nekünk az örök élet jutalmát: add meg, kérünk, hogy e titkokról a Boldogságos Szűz Mária szentolvasójának elmondásával megemlékezve utánozzuk, amit magukban foglalnak, és elnyerjük, amit ígérnek. Krisztus, a mi Urunk által. Ámen.

### A rózsafüzér értelme
A rózsafüzért sok kritika éri nemkatolikus körökből: imamalomnak csúfolják, kárhoztatják mechanikus volta miatt. Akik gyakorlottak a rózsafüzér imádkozásában, azt válaszolják erre: valójában ez egy meditatív imádság, amelyben a lényeg nem a kimondott szavakon van, hanem azokon keresztül a Máriával együtt imádkozó hívő bekapcsolódik Jézus (és így a Szentháromság) titkainak szemlélésébe.

„Istenben, az egyetemes békében nincs többé mit kérnünk, az egyetemes szeretetben nincs többé kire vagy mire féltékenykednünk, az egyetemes igazságba érkezve elképzelhetetlen bármiféle ítélkezés bárkivel vagy bármivel szemben. Ezért imádkozni az imádságért: bűnösök és szentek közös kiáltása itt a földön, és a kérés nélküli ima jók és gonoszak számára talán nem egyéb, mint egy pillantást vetni az asztalra, mely öröktől fogva terítve áll az atyai ház udvarán. Ennél az asztalnál – Jézus isteni ígérete szerint – nem lesz többé se ellenség, se barát, se vér szerinti rokonság, se szülő, se feleség. Mindenki mindenkije lesz mindenkinek, áthatva az Atya, a Fiú és a Szentlélek egyetemesen beteljesült ígéretétől. Ennél az asztalnál mindenkinek akad egy szék, s mindenki a maga eleve kijelölt, ezerszer áldott helyére kerül – annyi vita, helycsere és zűrzavar után.”

– Pilinszky János: Imádságért (részlet)

### Rózsafüzér az interneten

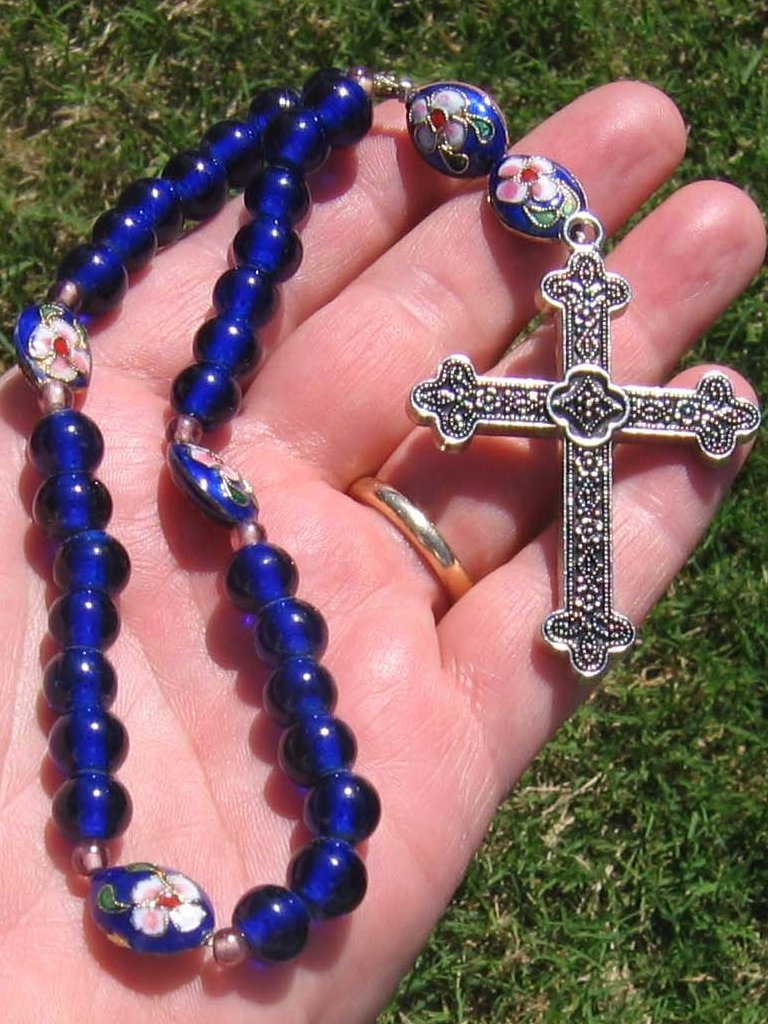
Anglikán rózsafüzér

Az interneten minden este 21 órakor Skype-on, konferenciabeszélgetés keretében lehet rózsafüzért mondani. A 8–10 fős csoportok egy teljes rózsafüzért imádkoznak, és énekkel dicsőítik Istent. Az imához a világ bármely pontjáról lehet csatlakozni. Nyelvi akadály nincs, mindenki a saját nyelvén imádkozik.

## A rózsafüzér más fajtái
- A katolikus egyházon belül léteznek másfajta imaláncok is, amelyek kisebb, egy bizonyos lelkiséget képviselő közösségekben népszerűek, ilyenek például a Szent Rita-rózsafüzér, a Tanítások-rózsafüzér, az Isten irgalmasság rózsafüzére és a Mécses lelkiségen belüli Mécses rózsafüzér [halott link], melyet a börtönpasztorációban imádkoznak.
- Az ortodox kereszténység, valamint a görögkatolikusság gyakorlatában elterjedt az ún. Jézus-ima ismételgetése. Az ehhez használt füzér (33 vagy 100 szemmel) a csotki.
- Készülnek rózsafüzérek ásványokból. A rózsafüzért nevezik morzsolónak is. Mert a meghatározott számú ima mennyiség számához nem kellett figyelni, csak mint egy morzsolgatni a szemeket, csomókat.
- Az ásványok az utóbbi években újra reneszánszukat élik, így egyre több különleges kristályból készült rózsafüzérrel is találkozhatunk, de ez egyáltalán nem újdonság, az emberek mindig szerették a szépet, a tehetős embereknek mindig volt különleges anyagból készült rózsafüzérük. Az egészen gyakori rózsakvarctól kezdve a rubinig, gyakorlatban bármilyen ásványból-kristályból készülhet. Egyfajta kultikus tisztelet övezi, olyanok is viselik, védelmezőként, akik egyébként jellemzően nem vallásosak. talán emiatt is, de a divatban is megtalálta a helyét. A metroszexuális férfi ideál létrejöttével pl. David Beckham férfi ékszerré-nyaklánccá is minősült. Azok többnyire nemes acélból készülnek. A rózsafüzér anyagának és felhasználásának csak a képzelet szab határt, de  nem árt, ha az eredeti rendeltetését is szem előtt és tiszteletben tartjuk.
- Szent Anna-rózsafüzér